# مالك بي.
مالك بي. (بالإنجليزية: Malik B.)‏(1972 - 2020)، هو رابر أمريكي.
مالك عبد الباسط ولد في 1972 في فيلادلفيا في الولايات المتحدة. كان من الأعضاء المؤسسين لفرقة «The Roots» الموسيقية.
توفي مالك ب في 29 يوليو 2020. تم الإبلاغ عن وفاته لأول مرة على تويتر من قبل ابن عمه دون تشامبيون. لم يتم الكشف عن التفاصيل المحيطة بوفاته.

## وصلات خارجية
- مالك بي. على موقع ميوزك برينز (الإنجليزية)
- مالك بي. على موقع أول ميوزيك (الإنجليزية)
- مالك بي. على موقع ديسكوغز (الإنجليزية)